# Rothenburgsort
Rothenburgsort o en baix alemany Rodenborgsoort és un barri del districte d'Hamburg-Mitte situat a la confluència de l'Elba septentrional i del Bille a l'estat d'Hamburg a Alemanya. A la fi de 2012 tenia 8751 habitants a una superfície de 7,4 km².
La zona feia part dels prats molls d'una zona al marge de l'Elba conegut com el Billwerder Utslag. El mot baix alemany Utslag significa prats molls fora dels dics a les quals els pagesos pasturaven el seu bestiar l'estiu i que l'Elba submergia d'hivern. El 1383-85 el territori passà a la ciutat d'Hamburg. Al segle xiv i XV van construir-se dics, per a permetre un ús i habitatge permanents. La nissaga dels Rodenborg, un vella família de la burgesia alta d'Hamburg hi posseïa un latifundi al Billwerder Utslag que va dir'se Rodenborgs Oort (el lloc dels Rodenborg) que molt més tard va ser traduït en alemany al nom actual de Rothenburgsort.

## Hidrografia

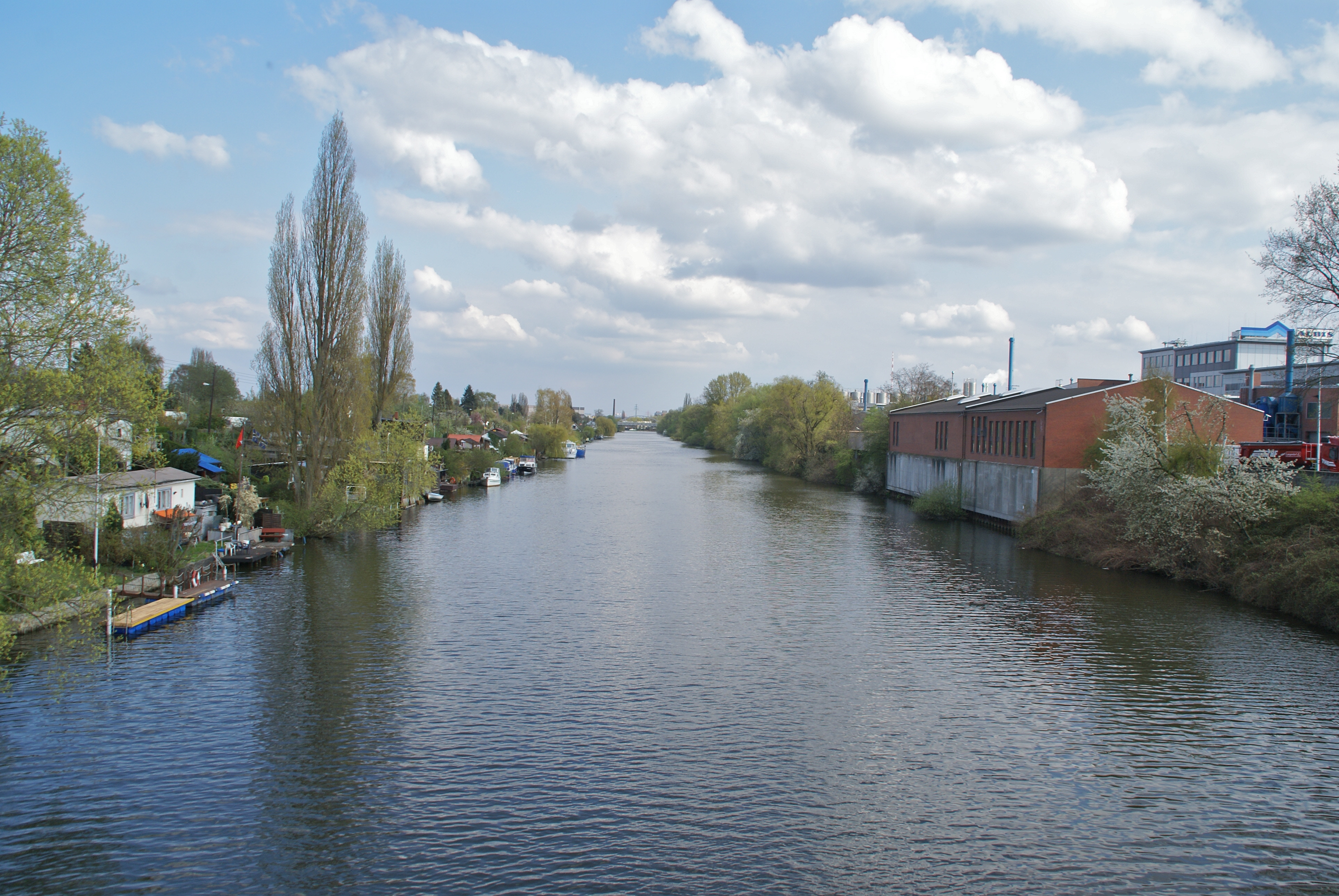
Bullenhuser Kanal

La necessitat de continuar desguassant el terra per a protegir-lo contra les aigües altes recurrents de l'Elba és una sol·licitud permanent. Al segle xix van excavar-se tres canals majors que van reemplaçar els wetterns antics. La terra excavada va servir per a alçar les ribes i industrialitzar la zona. Fins a la fi dels anys 1960 tenien un paper important per al transport de mercaderies. Avui, romanen poques fàbriques que encara utilitzen la via aquàtica.
- Elba
- Bille
- Dove Elbe
- Bullenhuser Kanal
- Billekanal
- Tiefstackkanal

## Llocs d'interès
- Lloc commemoratiu de l'Escola del Bullenhuser Damm, transformada en extensió del Camp de concentració de Neuengamme (1944-45) a la qual els nazis van assassinar 20 nens i nenes jueus i almenys 28 adults a la nit del 20 d'abril de 1945 per tal de fer desaparèixer les proves de les seves experiments pseudo-cièntifics amb éssers humans davant les tropes britàniques que es trobaven al punt d'alliberar la ciutat.
- Torre d'aigua de les Hamburger Wasserwerke
- La gasolinera del 1953 al carrer Billhorner Röhrendamm, un monument llistat i lloc de trobada dels aficionats de cotxes antics

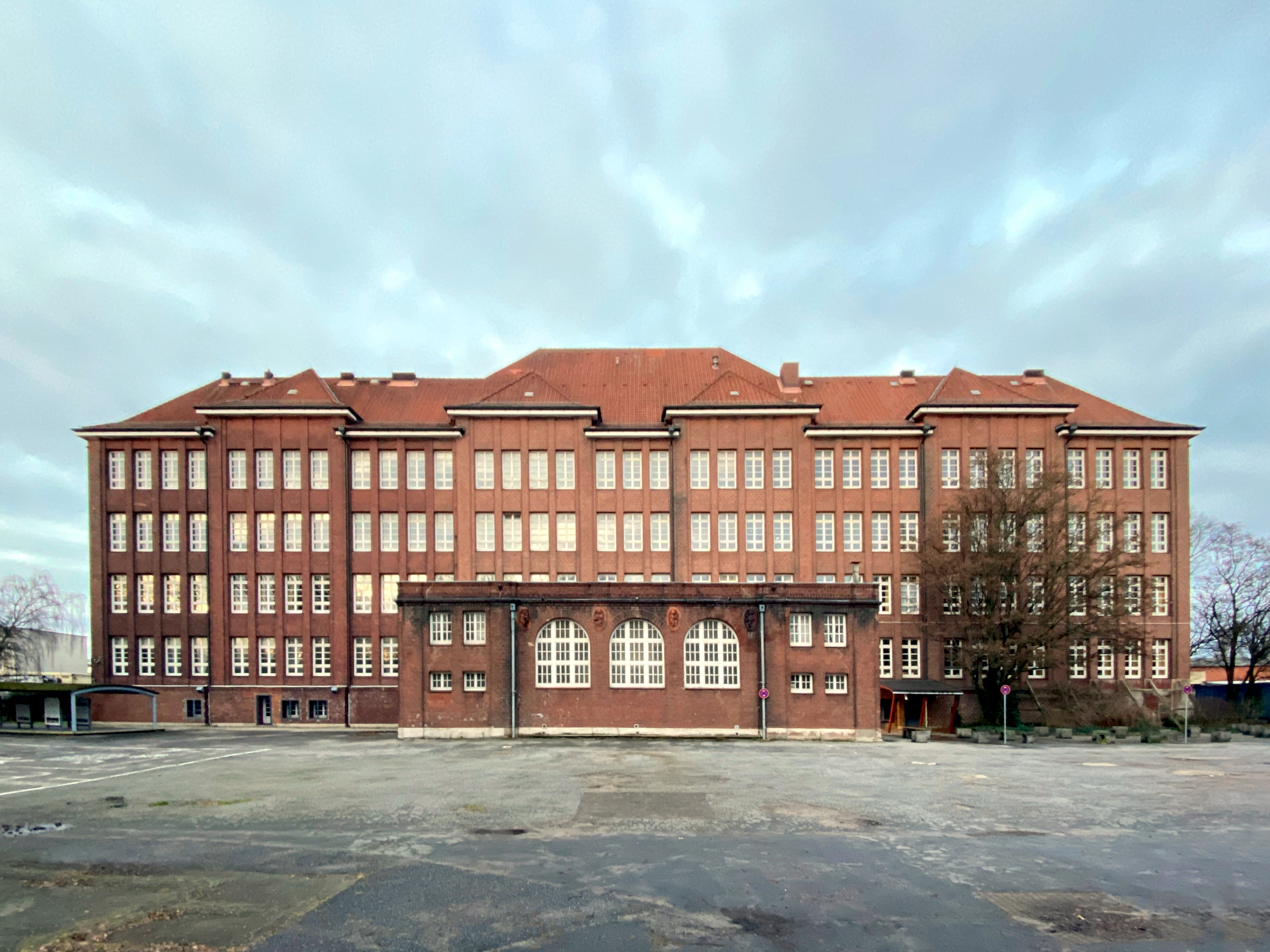
Escola del Bullenhuser Damm
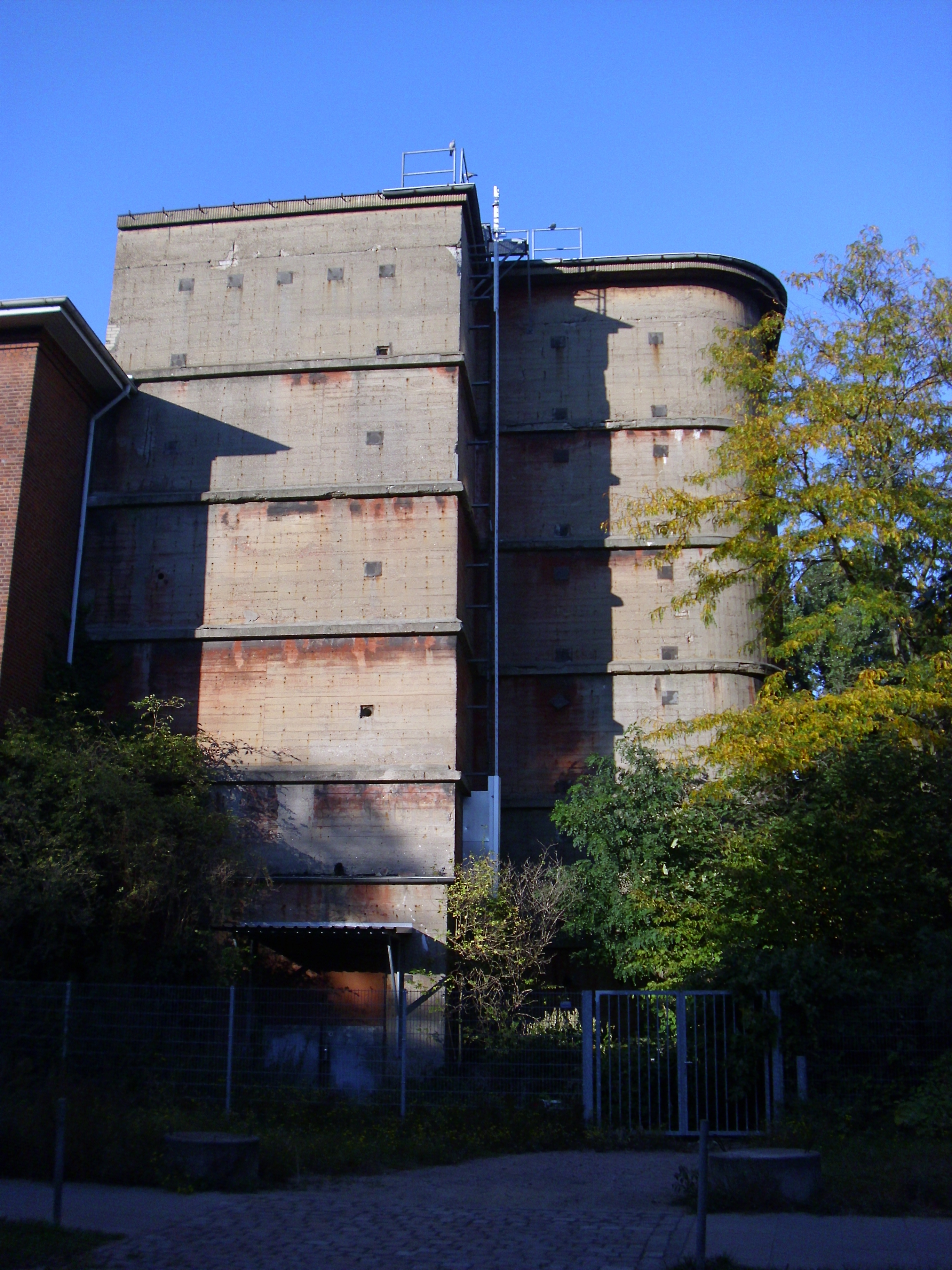
Búnquer al carrer Marckmannstrasse
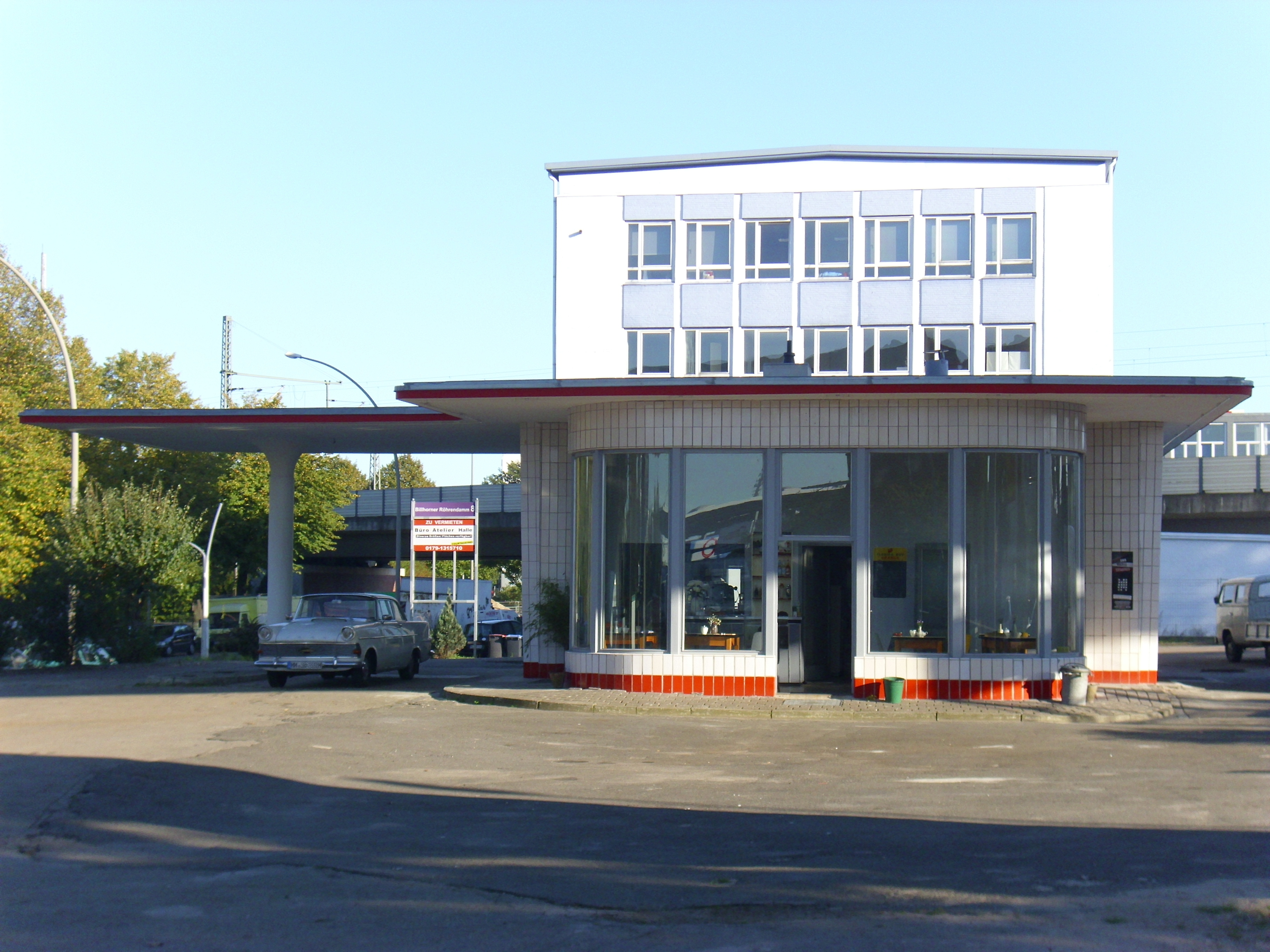
La gasolinera del 1953
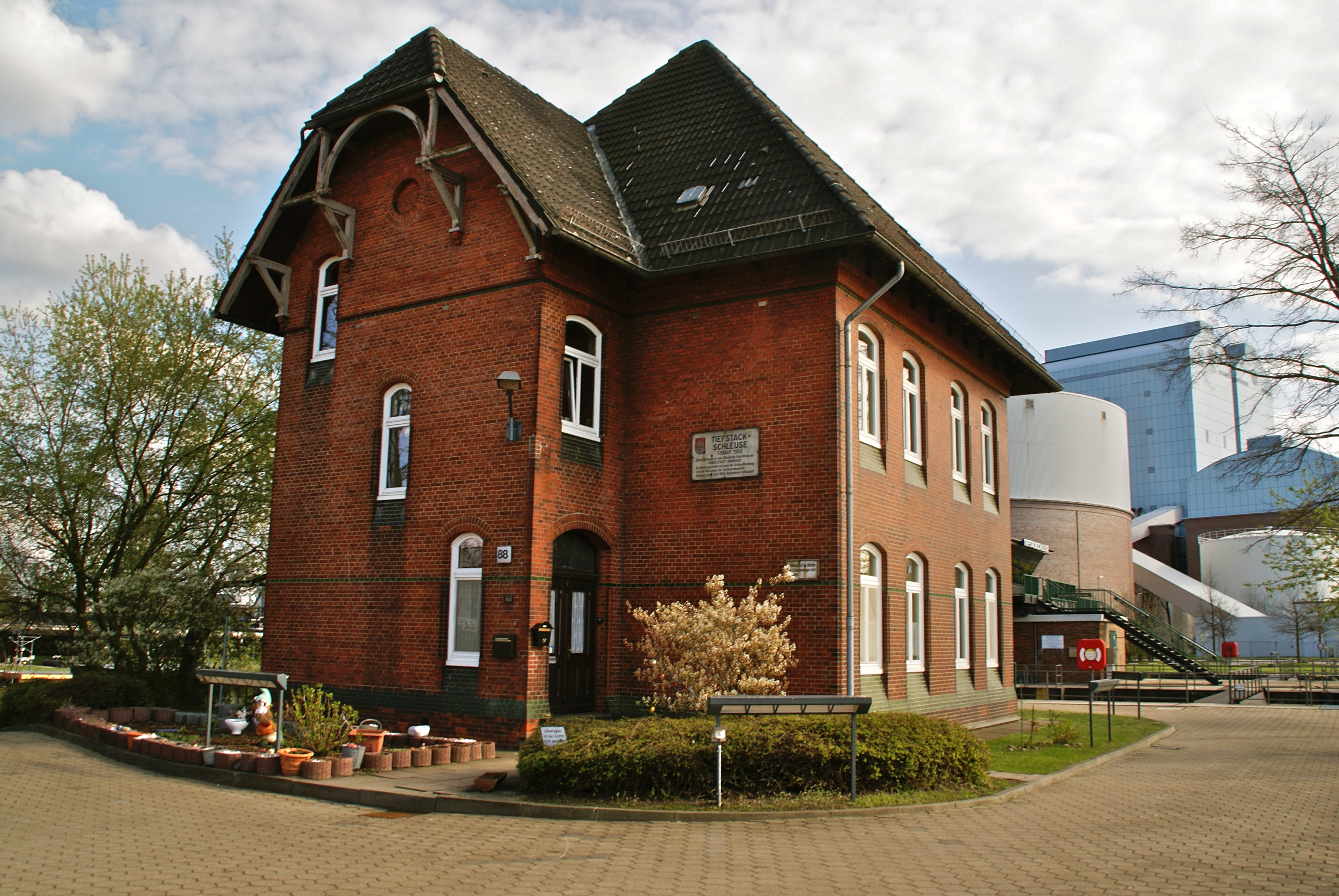
Casa de l'assuter al Canal de Tiefstack

## Enllaços i referències
1. ↑  «Rodenborgsoort» Arxivat 2016-03-03 a Wayback Machine. al web de l'Intitut für Niederdeutsche Sprache (Institut per a la llengua baix alemanya) [consulta el 30 d'abril de 2013]
2. ↑  «Rothenburgsort» Arxivat 2013-11-26 a Wayback Machine., Hamburger Stadtteil-Profile 2012, Hamburg, Statistikamt Nord, (en català: Profils estatístics dels Barris d'Hamburg)
3. ↑  Horst Beckershaus, «Rothenburgsort», Die Namen der Hamburger Stadtteile, Hamburg, Editorial Ernst Kabel, 1998, pàgina 107, ISBN 3-8225-0471-8 (en català: Els noms dels barris d'Hamburg)

 A Wikimedia Commons hi ha contingut multimèdia relatiu a: Rothenburgsort